# Nganti (Ngraho)
Nganti is een bestuurslaag in het regentschap Bojonegoro van de provincie Oost-Java, Indonesië. Nganti telt 6323 inwoners (volkstelling 2010).